# Freedo
Freedo (* 1984 oder 1985; bürgerlich Fridolin Walcher) ist ein Schweizer Musikproduzent.

## Leben
Walcher wuchs in Glarus auf. Noch 2017 lebte er dort, 2020 wurde London als sein Wohnort genannt.
Im Alter von 15 Jahren fing er an Hip-Hop-Platten zu sammeln und aufzulegen. Die ersten eigenen Tracks entstanden zusammen mit dem Glarner Rapper Bandit. Zugunsten seiner Musik-Karriere brach Walcher ein Geografie-Studium ab.
Die 2014 veröffentlichte mehrfache Nummer-eins-Single Traum von Cro wurde zu einer seiner bekanntesten Produktionen. Sie war im Gebäude des Clubs Holästei in Glarus komponiert und aufgenommen worden. Der nächste bis dato grösste Erfolg gelang 2015 mit der über sieben Millionen Mal verkauften Single Lush Life von Zara Larsson. Ebenfalls im Jahr 2015 erschien der Film Traumfrauen, an dessen Filmmusik Walcher mitgewirkt hatte. Darüber hinaus wurde ein von ihm koproduzierter Track für den Trailer des iPhone SE 2020 verwendet.
Neben seiner Produzententätigkeit tritt er auch als DJ auf.

## Diskografie

### Singles
- 2013: Champion Sound
- 2015: Saturday (mit DJ Katch)
- 2017: Keep Your Love On Me (mit Gabriella Vixen)
- 2020: Gimme Some (mit Beginners)
- 2021: I Just Wanna Dance (mit Coldabank)
- 2021: So Sick (mit DJ Katch)
- 2022: Enough (mit Raphaella)

### Remixes (Auswahl)
- 2015: Wild Out (N.O.R.E. & DJ Katch)
- 2016: Up & Up (Coldplay)
- 2017: Sorry Not Sorry (Demi Lovato)
- 2018: Savior (Iggy Azalea)
- 2021: Happy For You (Jasmine Thompson)

### Filmmusik
- 2015: Traumfrauen

### Autorenbeteiligungen und Produktionen
Freedo als Autor (A) und Produzent (P) in den Charts

| Jahr | Titel Interpretation                                           | Höchstplatzierung, Gesamtwochen, AuszeichnungChartplatzierungen (Jahr, Titel, Interpretation, Platzierungen, Wochen, Auszeichnungen, Anmerkungen) | Höchstplatzierung, Gesamtwochen, AuszeichnungChartplatzierungen (Jahr, Titel, Interpretation, Platzierungen, Wochen, Auszeichnungen, Anmerkungen) | Höchstplatzierung, Gesamtwochen, AuszeichnungChartplatzierungen (Jahr, Titel, Interpretation, Platzierungen, Wochen, Auszeichnungen, Anmerkungen) | Höchstplatzierung, Gesamtwochen, AuszeichnungChartplatzierungen (Jahr, Titel, Interpretation, Platzierungen, Wochen, Auszeichnungen, Anmerkungen) | Höchstplatzierung, Gesamtwochen, AuszeichnungChartplatzierungen (Jahr, Titel, Interpretation, Platzierungen, Wochen, Auszeichnungen, Anmerkungen) | Anmerkungen                                               |
| Jahr | Titel Interpretation                                           | DE | AT | CH | UK | US | Anmerkungen                                               |
| ---- | -------------------------------------------------------------- | --- | --- | --- | --- | --- | --------------------------------------------------------- |
| 2012 | Drive-By A Kollegah & Farid Bang                               | DE41 (3 Wo.)DE | — | — | — | — | Erstveröffentlichung: 19. Dezember 2012                   |
| 2013 | Bitte Spitte Toi Lab A Farid Bang                              | DE32 (1 Wo.)DE | AT39 (1 Wo.)AT | CH72 (1 Wo.)CH | — | — | Erstveröffentlichung: 28. Dezember 2013                   |
| 2014 | Traum A, P Cro                                                 | DE1 Diamant · (51 Wo.)DE | AT1 Platin · (43 Wo.)AT | CH1 Platin · (30 Wo.)CH | — | — | Erstveröffentlichung: 9. Mai 2014 Verkäufe: + 1.060.000   |
| 2014 | Meine Gang (Bang Bang) A, P Cro feat. Dajuan                   | DE75 Gold · (5 Wo.)DE | AT61 (1 Wo.)AT | — | — | — | Erstveröffentlichung: 6. Juni 2014 Verkäufe: + 200.000    |
| 2014 | Mama Ain't Proud A, P Guy Sebastian feat. 2 Chainz             | DE92 (2 Wo.)DE | — | — | — | — | Erstveröffentlichung: 20. Oktober 2014                    |
| 2015 | Lush Life A, P Zara Larsson                                    | DE4 ×2Doppelplatin · (48 Wo.)DE | AT4 Platin · (34 Wo.)AT | CH3 ×2Doppelplatin · (48 Wo.)CH | UK3 ×4Vierfachplatin · (56 Wo.)UK | US75 Platin · (3 Wo.)US | Erstveröffentlichung: 5. Juni 2015 Verkäufe: + 7.168.333  |
| 2015 | The Horns A, P DJ Katch feat. Greg Nice, Deborah Lee & DJ Kool | DE60 (3 Wo.)DE | AT68 (1 Wo.)AT | — | — | — | Erstveröffentlichung: 27. November 2015                   |
| 2017 | Rich Boy A, P Galantis                                         | — | — | — | UK60 (1 Wo.)UK | — | Erstveröffentlichung: 17. Februar 2017                    |
| 2017 | Unendlichkeit A Cro                                            | DE13 ×3Dreifachgold · (22 Wo.)DE | AT15 Gold · (20 Wo.)AT | CH42 (3 Wo.)CH | — | — | Erstveröffentlichung: 2. Juni 2017 Verkäufe: + 615.000    |
| 2019 | Takeaway A The Chainsmokers & Illenium feat. Lennon Stella     | DE30 Gold · (18 Wo.)DE | AT28 (18 Wo.)AT | CH36 Gold · (19 Wo.)CH | UK64 Silber · (10 Wo.)UK | US69 Platin · (2 Wo.)US | Erstveröffentlichung: 24. Juli 2019 Verkäufe: + 1.935.000 |
| 2021 | Good Without A, P Mimi Webb                                    | — | — | CH89 Platin · (5 Wo.)CH | UK8 Platin · (26 Wo.)UK | — | Erstveröffentlichung: 26. März 2021 Verkäufe: + 860.000   |